# Nachtjagdgeschwader 4
A Nachtjagdgeschwader 4 foi uma unidade de combate aéreo nocturno da Luftwaffe que prestou serviço durante a Segunda Guerra Mundial. Foi formada a 18 de abril de 1941 em Metz. O objectivo desta unidade consistia em contra-atacar a ofensiva estratégica de bombardeamento nocturno do Comando de Bombardeiros da RAF. Dos vários comandantes que teve, dois se destacam, o Oberstleutnant Wolfgang Thimmig (outubro de 1943 – novembro de 1944) e o Major Heinz-Wolfgang Schnaufer (20 de novembro de 1944 – 8 de maio de 1945). Schnaufer viria a ser, com o decorrer do conflito, o maior ás da aviação do combate nocturno, com 121 vitórias, todas à noite, incluindo 114 quadrimotores.

## Comandantes

### Geschwaderkommodore
| Comandante                      | Data                                           |
| ------------------------------- | ---------------------------------------------- |
| Major Rudolf Stoltenhoff        | 18 de abril de 1941 – 20 de outubro de 1943    |
| Oberstleutnant Wolfgang Thimmig | 20 de outubro de 1943 – 14 de novembro de 1944 |
| Major Heinz-Wolfgang Schnaufer  | 14 de novembro de 1944 – 8 de maio de 1945     |

### Gruppenkommandeur
I. Gruppe
| Comandante                | Data                                     |
| ------------------------- | ---------------------------------------- |
| Major Wilhelm Herget      | 1 de setembro de 1942 – dezembro de 1944 |
| Hauptmann Johannes Krause | dezembro de 1944 – 8 de maio de 1945     |

II. Gruppe
| Comandante                  | Data                                         |
| --------------------------- | -------------------------------------------- |
| Hauptmann Theodor Rossiwall | 1 de outubro de 1942 – 13 de janeiro de 1943 |
| Hauptmann Heinrich Griese   | 13 de janeiro de 1943 – fevereiro de 1944    |
| Hauptmann Hans Autenrieth   | fevereiro de 1944 – 20 de maio de 1944       |
| Hauptmann Gerhard Rath      | 20 de maio de 1944 – 22 de junho de 1944     |
| Hauptmann Hubert Rauch      | 22 de junho de 1944 – 8 de maio de 1944      |